# Пинда, Мизенго
Мизенго Кайанза Питер Пинда (англ. Mizengo Kayanza Peter Pinda; родился 12 августа 1948, Мпанда, область Руква, Танганьика) — танзанийский политик, премьер-министр с 9 февраля 2008 по 20 ноября 2015 года.

## Биография

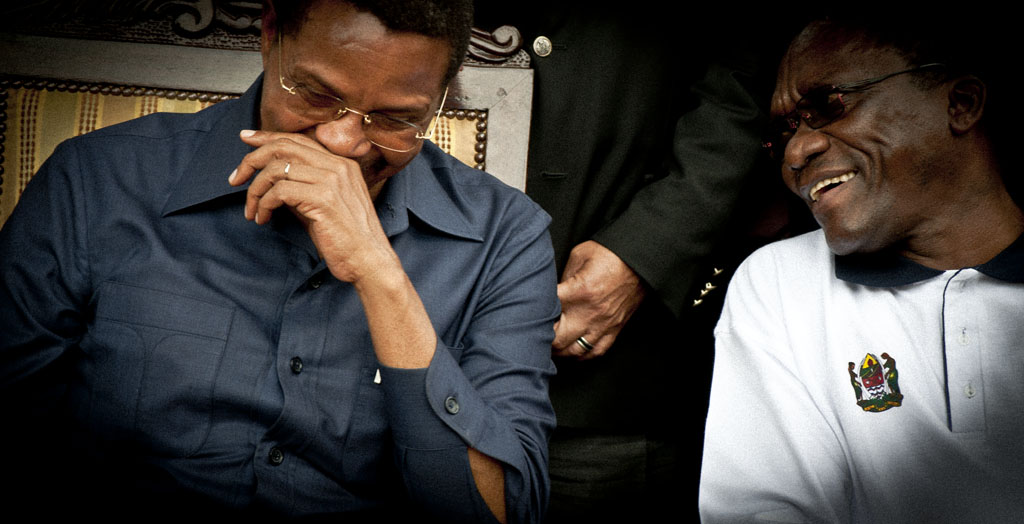
Президент Киквете разделяет лёгкий момент с премьер-министром Пиндой

Пинда родился в регионе Руква. Окончил юридический факультет Университета Дар-эс-Салама в 1974 году.
Он был помощником личного секретаря президента (1982—1992), затем секретарём кабинета министров (1996—2000). На выборах 2000 года был избран членом парламента, кроме того стал заместителем министра региональной администрации и местного самоуправления. 4 января 2006 года он был повышен до министра в канцелярии премьер-министра.
8 февраля 2008 года президент Джакайя Киквете назначил Пинду премьер-министром Танзании, после отставки Эдварда Ловассы в связи с обвинениями в коррупции. В тот же день он был утверждён почти единогласно танзанийским парламентом (279 голосами «за», двумя «против» и одним недействительным голосом). Пинда был приведён к присяге в качестве премьер-министра 9 февраля в Додоме. В его правительство вошли 26 министров, по сравнению с 29 в предыдущем кабинете, и 21 заместителей министров, по сравнению с 31 в предыдущем кабинете министров.
Среди критики и международной озабоченности по поводу высокого уровня коррупции в Танзании, Пинда заявил, что его активы на 14 января 2010 года. Он сказал, что у него «три небольших дома [и] нет акций в какой-либо компании», и что в его банковских счетах он держал меньше, чем $ 20000. Пинда также заявил, что его единственным автомобилем был «тот, который был предоставлен мне в качестве члена парламента».